# Китаенко, Антон Макарович
Антон Макарович Китаенко (1897—1942) — советский деятель подполья на Украине в годы Великой Отечественной войны.

## Биография
Родился в 1897 году. Член ВКП(б) с 1930 года.
До войны работал мастером на кондитерской фабрики «Октябрь», был секретарем первичной партийной организации. С началом войны, при подпольном обкоме партии, руководимым И. И. Бакуниным, секретарь подпольного Железнодорожного райкома КП(б)У в Харькове, псевдоним «Трамвайщик».
с октября 1941 по май 1942 года вёл массово-политическую работу среди населения, наладив выпуск и распространение по городу сводок Совинформбюро.
Как отмечается в литературе, к сожалению, сведения о А. М. Китаенко, как, впрочем, и о других подпольщиках, крайне скупы.
Арестован Гестапо летом 1942 года, расстрелян.
Указом Президиума Верховного Совета СССР от 10 мая 1965 года посмертно награждён Орденом Отечественной войны I степени.
В честь него названа улица Улица им. Антона Китаенко в Октябрьском районе Харькова.